# Jean-Philippe Rolland
Jean-Philippe Rolland, né le 7 mai 1964 à Toulon, est un militaire français. Amiral, il est chef de l'état-major particulier du président de la République du 1er août 2020 au 30 avril 2023, après avoir commandé la Force d'action navale du 31 août 2017 au 31 juillet 2020.

## Biographie

### Formation
Jean-Philippe Rolland est élève de l'École navale de 1983 à 1986.

### Carrière militaire
À l'issue de l'école d'application sur la Jeanne d'Arc, Jean-Philippe Rolland choisit les forces de surface et navigue dans l'océan Pacifique à bord du Dumont d'Urville puis de L'Estafette. En 1988, il embarque sur la frégate Duguay-Trouin, alors chargée du contrôle du trafic maritime dans le golfe Persique. L'année suivante, il commande le bateau-école Panthère.
À partir de 1992, il est affecté sur la frégate Jean Bart, déployée dans le cadre de la guerre d'ex-Yougoslavie, comme spécialiste des systèmes d'arme et de défense aérienne. Il est promu capitaine de corvette le 1er mars 1995. Il prend le commandement du Commandant Bouan en 1998.
Promu capitaine de frégate le 1er janvier 1999, il est stagiaire de la 7e promotion du Collège interarmées de Défense pendant cette même année et rejoint ensuite l'état-major de la Marine.
En 2003, il est affecté comme chef du groupement opérations à bord du porte-avions Charles de Gaulle alors engagé dans la guerre d'Afghanistan. Promu capitaine de vaisseau le 1er décembre 2004, il commande la frégate La Fayette l'année suivante qui est déployée dans le cadre de l'opération Enduring Freedom. Il est auditeur de la 61e session nationale de l'Institut des hautes études de défense nationale pendant l'année 2008-2009.
Du 3 juillet 2009 au 30 juillet 2011, Jean-Philippe Rolland commande le porte-avions Charles de Gaulle . Le porte-avions participe durant cette période aux opérations Pamir en Afghanistan et Harmattan en Libye.
À l'issue de son commandement, il est nommé chef de cabinet du chef d'état-major de la Marine, l'amiral Bernard Rogel.
Il est promu contre-amiral le 1er mai 2014. Il est ensuite nommé à l'état-major des armées en tant que chef de la division cohérence capacitaire, où il est promu vice-amiral le 1er juillet 2017.
Deux mois plus tard, Jean-Philippe Rolland est élevé aux rang et appellation de vice-amiral d'escadre et devient amiral commandant la Force d'action navale (ALFAN), à compter du 31 août 2017,,. À ce poste, il commande l'ensemble des quatre-vingt-seize bâtiments de surface de la Marine nationale. En septembre 2019, ses fonctions l'amènent également à prendre le commandement opérationnel de la Force maritime européenne (EUROMARFOR).

### Chef de l'état-major particulier du président de la République
Avec celui de Pierre Vandier, le nom de Jean-Philippe Rolland circule à partir de 2019 pour succéder à l'amiral Bernard Rogel en tant que chef de l'état-major particulier du président de la République, ou bien à l'amiral Christophe Prazuck en tant que chef d'état-major de la Marine. La contamination du porte-avions Charles de Gaulle par la maladie à coronavirus 2019 (Covid-19) en avril 2020 pourrait laisser penser que le crédit de l'amiral Rolland, commandant de tous les bâtiments de surface, est entamé,.
Par arrêté du 4 juillet 2020, Jean-Philippe Rolland est nommé chef de l'état-major particulier du président de la République à compter du 1er août suivant,,,, un décret du 7 juillet l'élevant aux rang et appellation d'amiral à la même date. Le général d'armée aérienne Fabien Mandon lui succède le 1er mai 2023,.

## Grades militaires
- 1er mars 1995 : capitaine de corvette[3].
- 1er janvier 1999 : capitaine de frégate[5].
- 1er décembre 2004 : capitaine de vaisseau[6].
- 1er mai 2014 : contre-amiral[9].
- 1er juillet 2017 : vice-amiral[11].
- 31 août 2017 : vice-amiral d'escadre[12].
- 1er août 2020 : amiral[24].

## Décorations
|  |  |  |
|  |  |  |
|  |  |  |
|  |  |  |
|  |  |  |

### Intitulés
- Grand officier de l'ordre national de la Légion d'honneur en 2023[27] (commandeur en 2017[28], officier en 2012[29], chevalier en 2004[30]).
- Commandeur de l'ordre national du Mérite en 2015[31] (officier en 2008[32], chevalier en 1999[33]).
- Croix de la Valeur militaire avec deux étoiles de bronze (deux citations).
- Chevalier de l'ordre du Mérite maritime en 2011[34].
- Croix du combattant.
- Médaille d'Outre-Mer avec deux agrafes.
- Médaille d'or de la Défense nationale pour citation sans croix, avec une étoile de bronze (une citation).
- Médaille de la Défense nationale, échelon or, avec une agrafe.
- Médaille de reconnaissance de la Nation avec une agrafe.
- Médaille commémorative française avec trois agrafes (ex-Yougoslavie, Afghanistan et Libye).
- Médaille de l'OTAN pour l'ex-Yougoslavie.
- Médaille du service de la Politique européenne de sécurité et de défense pour l’opération Atalante.
- Médaille de l'OTAN Non-Article 5.